# Grube Eskesberg
Die Grube Eskesberg war ein Kalkstein-Steinbruch im Oberdevonischen Massenkalk im Westen Wuppertals im Stadtbezirk Elberfeld-West, der später als Deponie genutzt wurde und heute nach der Sanierung ein Naturschutzgebiet ist.

## Lage und Größe
Der bei Varresbeck nordöstlich gelegene Steinbruch war nach dem ehemaligen Hof Eskesberg bzw. dem Eskesberg benannt. Südlich der Grube verlief die Bahnstrecke Düsseldorf-Derendorf–Dortmund Süd. Im Osten war die Grube Dorp benachbart. Zwischen den beiden Gruben verblieb ein Gesteinssockel, auf dem die Varresbeck nach Süden fließt.
Die Grube maß in der West-Ost-Ausdehnung rund 280 Meter und in der Nord-Süd-Ausdehnung rund 230 Meter.

## Geschichte
Kalkstein wurde von 1850 bis zur Einstellung des Abbaus 1956 gewonnen. Im Anschluss wurde das Gelände 1957 von der Stadt Wuppertal übernommen. Die Grube, deren unterste Sohle 60 Meter tief war, füllte sich mit Grundwasser und wurde dann kurze Zeit als Badesee genutzt. Später wurde die Grube bis 1972 als Deponie für Hausmüll und Bauschutt genutzt.
Im Steinbruch Eskesberg wurde der Eulenkopf (Stringocephalus burtini), ein Leitfossil des Mitteldevons, gefunden. Er ist Namensgeber des regionalen Wanderwegs Eulenkopfweg.
Das Industriedenkmal Kalktrichterofen Wuppertal ist von der Grube verblieben.

## Naturschutzgebiet
Die verfüllten Gruben überließ man zunächst sich selbst. Aufgrund der Gefährdung des Grundwassers wurde die Deponie in den Jahren 2004/2005 für insgesamt 3,2 Millionen Euro saniert und nach oben abgedichtet, sowie mit einer aktiven Drainage versehen.
Die Abdichtung wurde mit einem 1 Meter dicken, humus- und nährstoffarmem, kalk- und steinreichen Mutterboden bedeckt und zur weitgehend natürlichen Wiederbesiedlung aufgelassen. Dieses Areal mit 8,5371 Hektar ist seit 2005 als Naturschutzgebiet ausgewiesen. Auf der zunächst völlig kargen Fläche entwickelte sich ein ungewöhnlich arten- und blütenreiches Stadtbiotop. Die Wiederbesiedlung mit Insekten, Wirbeltieren und Gefäßpflanzen wurde dabei im Rahmen eines Monitoring genau verfolgt. Nach jahrelanger, weitgehend natürlicher Sukzession wurde mit Pflegemaßnahmen zur Offenhaltung begonnen. Weite Bereiche befinden sich in einem Übergangsstadium zwischen Grünland- und Ruderalvegetation.